# شربة (البرتغال)
شربة أو سربا (بالبرتغالية: Serpa‏) هي بلدية برتغالية في محافظة باجة. يقدر عدد سكانها بـ 15،623 نسمة ومساحتها 1،105.63 كم2.

## المدن التوأمة
مدينة تستور هي مدينة توأمة لـسربا.

## أعلام
- نيلو فينغادا
- نيكولاو برينر